# Leittechnologie
Leittechnologien sind systemrelevante, breit angelegte Vorhaben, die die internationale Wettbewerbsfähigkeit einer Branche oder einer Volkswirtschaft nachhaltig stärken. Sie werden in mehrteiligen Projekten von mehreren Forschungseinrichtungen mit unterschiedlichem Profil bearbeitet und gelten als Schlüsseltechnologien, die in besonderem Maße die wirtschaftliche und gesellschaftliche Entwicklung prägen. Charakteristisch ist ihre breite Anwendbarkeit in unterschiedlichen Branchen, die Eröffnung neuer Märkte sowie die Fähigkeit, Innovationen anzustoßen und langfristige Auswirkungen auf Wertschöpfung, Arbeitswelt und Wettbewerbsfähigkeit zu entfalten. Der Begriff wird häufig im Zusammenhang mit den Bedarfsfeldern der Hightech-Strategie der Bundesregierung verwendet, darunter Klima und Energie, Gesundheit und Ernährung, Mobilität, Sicherheit sowie Kommunikation.